# Все про все
«Все про все» — обласна рекламно-інформаційна щотижнева газета, видається у місті Кропивницький від 1992 року.
Газета виходить друком щосереди, накладом 5000 примірників.

## Загальні дані
Адреса редакції: 
вул. Гоголя, 95\46, м. Кропивницький
Головний редактор — Голуб Дмитро Михайлович.

## Історія утворення
Перший номер тижневика «Все про все» було надруковано 1 листопада 1992 року, накладом 3000 екземплярів. 

## Виноски
1. ↑  Перший номер газети «Все про все». Архів оригіналу за 18 лютого 2016. Процитовано 14 березня 2016.